# Скінтеєшть
Скінтеєшть, Скінтеєшті (рум. Schinteiești) — село у повіті Мехедінць в Румунії. Входить до складу комуни Ізвору-Бирзій.
Село розташоване на відстані 273 км на захід від Бухареста, 7 км на північ від Дробета-Турну-Северина, 100 км на північний захід від Крайови.

## Населення
За даними перепису населення 2002 року у селі проживали 517 осіб, усі — румуни. Усі жителі села рідною мовою назвали румунську.